# Phrynobatrachus natalensis
Espèce
Synonymes
- Stenorhynchus natalensis Smith, 1849
- Dicroglossus angustirostris Cope, 1862
- Arthroleptis natalensis var. irrorata Peters, 1875
- Arthroleptis bottegi Boulenger, 1895
- Phrynobatrachus ranoides Boulenger, 1895 "1894"
- Arthroletpis moorii Boulenger, 1898
- Phrynobatrachus natalensis forma gracilis Andersson, 1904
- Phrynobatrachus maculatus FitzSimons, 1932
- Arthroleptis-Phrynobatrachus zavattarii Scortecci, 1943
- Arthroleptis-Phrynobatrachus sciangallarum Scortecci, 1943
- Phrynobatrachus duckeri Loveridge, 1953
- Phrynobatrachus zavattarii (Scortecci, 1943)
- Phrynobatrachus sciangallarum (Scortecci, 1943)

Statut de conservation UICN

 LC  : Préoccupation mineure
Phrynobatrachus natalensis est une espèce d'amphibiens de la famille des Phrynobatrachidae.

## Répartition
Cette espèce se rencontre sur un vaste territoire couvrant la majeure partie de l'Afrique subsaharienne. Elle est présente en Afrique du Sud, en Angola, au Bénin, au Botswana, au Burundi, au Cameroun, en Côte d'Ivoire, en Érythrée, en Éthiopie, en Gambie, au Ghana, en Guinée, en Guinée-Bissau, au Kenya, au Liberia, au Malawi, au Mali, au Mozambique, en Namibie, au Nigeria, en République centrafricaine, en République démocratique du Congo, en République du Congo, au Rwanda, au Sénégal, en Sierra Leone, au Soudan, au Soudan du Sud, au Swaziland, en Tanzanie, au Togo, en Ouganda, en Zambie et au Zimbabwe,.

## Description
Phrynobatrachus natalensis mesure en moyenne de 25 à 30 mm pour les mâles et de 26 à 31 mm pour les femelles. Son dos est d'une couleur uniforme variant du brun clair au brun foncé. Les zones entourant les verrues et les bandes transversales des extrémités peuvent être plus sombres. De nuit et en période de reproduction, les mâles présentent parfois des marques vertes sur le dos. Ils n'ont qu'un seul sac vocal de couleur noire parsemé de taches blanches. La gorge des femelles peut être uniformément blanche, blanche mais avec des taches noires ou entièrement noire. Son ventre est blanc.

## Taxinomie
Selon l'ASW, de nombreux auteurs,,,, s'accordent à penser que plusieurs espèces constituent ce taxon. De fait, Phrynobatrachus duckeri et Phrynobatrachus moori, actuellement synonymes, pourraient accéder au rang d'espèces à part entière.

## Étymologie
Son nom d'espèce, composé de natal et du suffixe latin -ensis, « qui vit dans, qui habite », lui a été donné en référence au lieu de sa découverte, le Natal, actuellement nommé KwaZulu-Natal.

## Publication originale
- Smith, 1849 : Illustrations of the zoology of South Africa, consisting chiefly of figures and descriptions of the objects of natural history collected during an expedition into the interior of South Africa, in the years 1834, 1835, and 1836 ; fitted out by « The Cape of Good Hope Association for Exploring Central Africa » : together with a summary of African zoology, and an inquiry into the geographical ranges of species in that quarter of the globe, vol. 3, Appendix.